# Maklártálya
Maklártálya Heves megyei község 1950-ben jött létre Maklár és Nagytálya egyesítésével, 1951-ig Maklár nevet viselte. 1958-ban kettévált, annak ellenére, hogy a települések teljesen egybeépültek.